# Xyrichtys mundiceps
 Xyrichtys mundiceps és una espècie de peix de la família dels làbrids i de l'ordre dels perciformes.

## Morfologia
Els mascles poden assolir els 14,5 cm de longitud total.

## Distribució geogràfica
Es troba a la Baixa Califòrnia (Mèxic) i Panamà.